# OpenVMS
VMS (ang. Virtual Memory System), co można tłumaczyć jako „system z obsługą pamięci wirtualnej” – serwerowy system operacyjny opracowany przez firmę Digital (Digital Equipment Corporation) dla produkowanych przez siebie dużych komputerów z rodziny VAX oraz późniejszych z rodziny Alpha. Firma Digital w 1998 r. przejęta została przez Compaq, a w 2002 r. razem z Compaqiem przez koncern Hewlett-Packard.
VMS jest wielodostępnym i wielozadaniowym systemem operacyjnym z podziałem czasu (ang. time sharing), o założeniach zbliżonych do systemu Unix, jednak odmiennie zrealizowanych. Umożliwia jednoczesną pracę w systemie wielu użytkowników, którzy dostęp do systemu otrzymują albo poprzez terminale, albo poprzez stacje robocze i sieć komputerową. VMS umożliwia każdemu użytkownikowi równoczesne uruchamianie wielu programów (których wykonywanie razem z równolegle uruchomionymi zadaniami innych użytkowników nadzorowane jest przez system operacyjny).
VMS jest systemem skalowalnym, umożliwiającym klastrowanie oraz, w przypadku działania na wielu fizycznych maszynach, odpornym na awarie sprzętowe.
System VMS stworzony został przez firmę Digital w drugiej połowie lat 70. Ponieważ system operacyjny powstawał równolegle z komputerami VAX, dla których był tworzony, ostatecznie otrzymał nazwę VAX-11/VMS. Później nazwa systemu parokrotnie ulegała zmianom. Wydanie wersji 2.0 systemu w 1980 r. otrzymało uproszczoną nazwę VAX/VMS. W połowie lat 80. Digital wydał wersję systemu MicroVMS, dla rodziny komputerów MicroVAX, jednak z pojawieniem się wersji systemu rozróżnienie to zarzucono. Komputery MicroVAX działały pod kontrolą systemu VMS. W 1991 r. wydanie wersji 5.5-2 systemu otrzymało nazwę OpenVMS, co związane było z wprowadzeniem zgodności systemu ze standardem POSIX oraz stworzeniem nowej wersji systemu (obok dotychczasowej dla maszyn VAX) dla 64-bitowych procesorów Alpha RISC.
System OpenVMS jest nadal rozwijany. Po przejęciu firmy Digital przez Hewlett-Packard, w 2003 r. wydana została wersja systemu dla 64-bitowych procesorów Intel Itanium.
System VMS, poza architekturą Alpha, która jest bezpośrednim następcą systemów VAX, oraz ostatnio architekturą Intel Itanium, nie został przeniesiony na inne architektury procesorów. Z tego powodu jest znacznie mniej popularny od systemów z rodziny Unix.

## Anegdoty dotyczące nazwy
Innym wytłumaczeniem nazwy jest nawiązanie do istniejącego wówczas systemu MVS (produkcji IBM). Podobna gra słów ma miejsce również w nazwach niektórych komponentów systemu, np. sieć DNA (Digital Network Architecture) – SNA (System Network Architecture), język poleceń DCL – JCL (odpowiednio Digital Command Language i Job Control Language).
Równie anegdotyczna jest sugestia, że nazwa VMS stała się źródłem dla nazwy systemu Windows NT firmy Microsoft – litery WNT są następnymi w alfabecie po VMS. Twierdzenie uprawdopodabnia fakt, że do stworzenia jądra Windows NT firma Microsoft wynajęła Dave’a Cutlera – jednego z głównych twórców VMS-a.